# Tabarnia
La Tabarnia est le nom d'un territoire fictif de Catalogne (Espagne) proposé par le mouvement Barcelona is not Catalonia (« Barcelone n'est pas la Catalogne » en anglais, mouvement fondé le 24 septembre 2012, connu aussi comme Plataforma por la Autonomía de Barcelona, en français : « Plateforme pour l'autonomie de Barcelone »), nom faisant référence au slogan séparatiste catalan Catalonia is not Spain (« La Catalogne n'est pas l'Espagne ») pour reprendre en les parodiant des arguments des indépendantistes de cette région. L'auteur du concept, le mot et le drapeau de Tabarnia était un voisin de Barcelone nommé Daniel de la Fuente en 2012,,,
Ce mouvement propose de manière sarcastique qu'une "région" de Catalogne située dans les provinces de Barcelone et Tarragone (où on trouve des circonscriptions dans lesquelles un des partis opposé à l'indépendance a obtenu une majorité) s'en détache et accède au statut de communauté autonome au sein de l'Espagne,.

## Origine
Tabarnia est un néologisme créé en 2012 à partir des noms Barcelone et Tarragone (dont le maire est cependant dans ce cas du parti indépendantiste Esquerra Republicana de Catalunya,). Le territoire de Tabarnia est divisé entre la « Haute Tabarnia » (sous l'influence de Barcelone) et la « Basse Tabarnia » (sous l'influence de Tarragone) et serait formée de dix comarques majoritairement opposées au séparatisme catalan. Cela représente une population (en 2017) de 6,1 millions d'habitants et une superficie de 5 422 km2 ; le reste de la Catalogne a une population de 1,4 million d'habitants et une superficie de 26 473 km2.

## Mouvement
En raison de l'évolution de l'indépendantisme catalan entre 2012 et 2017, un groupe de citoyens réclame l'autonomie de plusieurs comarques comprenant Barcelone et ses environs afin de se séparer du reste de la Catalogne et se constituer en tant que communauté autonome au sein de l'État espagnol. Ces citoyens avancent que dans ces comarques les partis opposés à l'indépendance de la Catalogne (Ciudadanos, PSC et Parti populaire de Catalogne) sont nettement majoritaires aussi bien en votes qu'en sièges lors des élections au Parlement de Catalogne de 2017. Le mouvement se base aussi sur des arguments de type fiscaux, similaires à ceux du mouvement indépendantiste catalan par rapport au reste de l'Espagne. La montée de ce mouvement crée une tension entre le mouvement séparatiste catalan en raison de la contradiction argumentale et du risque géostratégique. En utilisant la même rhétorique que celle utilisée pour justifier l'indépendance mot par mot, il contraint les séparatistes catalans à se contredire en utilisant des contre-arguments «unionistes» afin de discréditer le mouvement Tabarnia.
Dans la province de Tarragone, le nombre de voix obtenues par Gauche républicaine de Catalogne - Catalunya Sí, Ensemble pour la Catalogne et Candidature d'unité populaire le 21 décembre 2017 (49,5%) est supérieur au total Ciudadanos, Podemos, PSC et Parti populaire de Catalogne (43,67%), avec 1,48% de votes Autres et Blancs et dans la province de Barcelone, le pourcentage est de 45,94 % pour les unionistes et de 43,99 % pour les indépendantistes. Or le concept de Tabarnia ne s'appuie pas sur des provinces, mais sur les zones côtières urbaines qui ont voté pour les unionistes.
Le mouvement s’appuie notamment sur la Loi sur la clarté référendaire du Canada qui permet aux régions opposées au séparatisme québécois de rester dans l'État canadien. Il s’appuie aussi sur l'article 143 de la Constitution espagnole qui permet aux territoires de se constituer en communautés autonomes sous certaines conditions.
En décembre 2017, grâce aux réseaux sociaux, l'idée d'une Tabarnia autonome du reste de la Catalogne attire l'attention des grands médias espagnols puis internationaux. Deux pétitions commencent à recueillir des signatures sur le site Change.org,.
Le 14 janvier 2018, la composition d'un gouvernement est annoncé avec comme président en exil le dramaturge Albert Boadella.
Le 4 mars 2017, près de 15 000 personnes opposées à l'indépendance selon la Guàrdia Urbana, de 175 000 à 200 000 selon les organisateurs, ont manifesté dimanche à Barcelone pour revendiquer la création de Tabarnia.

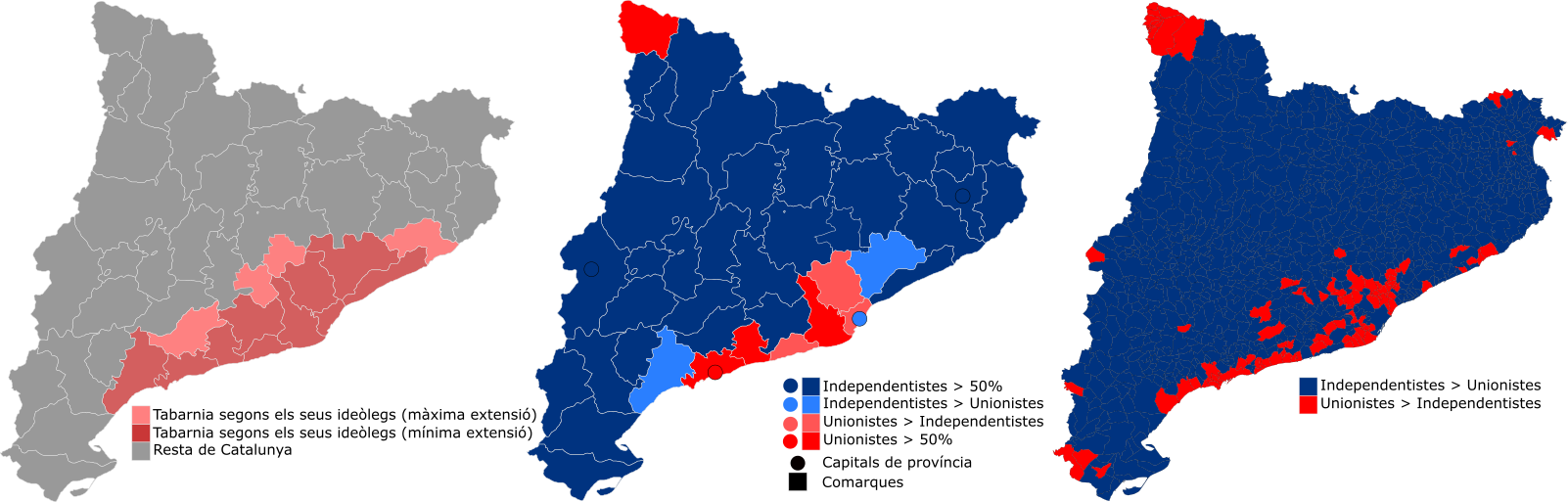
- Image de gauche : Le territoire concerné par les revendications concernant Tabarnia (NB : la comarque de Moianès n'apparaît pas).
- Images du centre : résultats des élections de décembre 2017 par comarque (au centre) et par municipalité (a droite): Les partis JuntsxCat, ERC-CatSí et CUP sont regroupés comme indépendantistes en bleu, les partis Ciudadanos, PSC et Parti populaire de Catalogne comme unionistes en rouge.

## Composition territoriale
La communauté de Tabarnia, selon la proposition de ses défenseurs, est composée des comarques suivantes :
| Comarque          | Habitants (2017) |  | Chef-lieu               |
| Tarragonés        | 250 488          |  | Tarragona               |
| Bajo Campo        | 187 471          |  | Reus                    |
| Bajo Penedés      | 100 850          |  | Vendrell                |
| Alto Penedés      | 106 930          |  | Villafranca del Penedés |
| Garraf            | 147 504          |  | Villanueva y Geltrú     |
| Bajo Llobregat    | 813 996          |  | San Feliú de Llobregat  |
| Barcelonés        | 2 248 227        |  | Barcelona               |
| Vallés Oriental   | 403 259          |  | Granollers              |
| Vallés Occidental | 910 031          |  | Tarrasa/Sabadell        |
| El Maresme        | 444 046          |  | Mataró                  |
| Total             | 5 612 802        |  | habitants en 2017       |

Certaines commarques comme Maresme ou Alt Penedès, bien que les partis indépendentistes y aient récoltés plus de la moitié des voix aux élections de décembre 2017, sont intégrés dans cette région fictive.
D'autres commarques comme Baix Camp ou Vallès Oriental sont intégrés dans cette région fictive, bien que les indépendentistes y aient récoltés plus de voix que les unionistes aux élections de décembre 2017.

## Réactions
Les partis politiques espagnols dits « constitutionnalistes » ou « loyalistes » (c'est-à-dire opposés à l'indépendance de la Catalogne) n'ont pas exprimé leur appui à cette démarche indépendantiste de Tabarnia. Ils l'ont cependant commentée en indiquant que la proposition de Tabarnia permet de mettre en contradiction les arguments d'indépendantisme.
Les partis indépendantistes ne se sont pas prononcés sur le mouvement Tabarnia, à l'exception de Gabriel Rufián, parlementaire de ERC, qui a déclaré :
« Si Ciudadanos y FAES, que están detrás de Tabarnia, ganan las elecciones, el Govern no les encarcelará. (Si Ciudadanos et FAES, qui sont derrière Tabarnia, gagnent les élections, le gouvernement ne les emprisonnera pas) ».
Par ailleurs, en réaction à Tabarnia, est apparu au sein du secteur indépendantiste, le concept de Catabarnia qui désigne le segment de population de Tabarnia qui souscrirait à l'indépendantisme catalan Cette entité posséderait elle-aussi une bannière : celle de Tabarnia mais avec l'étoile de l'estelada.
Le 21 juillet 2018, Pablo Casado, président du Parti populaire, jure au Congrès national du parti de « reconquérir la Catalogne » en « transformant l'hypothétique Tabarnia en une véritable Tabarnia »,.